# 魔獸世界：巫妖王之怒
《魔獸世界：巫妖王之怒》（英語：World of Warcraft: Wrath of the Lich King）是《魔獸世界》繼《燃燒的遠征》後第二部資料片，新增了大量遊戲內容，如巫妖王所在的北裂境大陸、新的英雄職業。2007年8月3日在BlizzCon 2007首日發布。2008年11月13日正式推出，首日即銷售280萬份，成為當時史上銷售最快（24小時內）的PC遊戲，並打破上一款資料片燃燒的遠征所創下的首日240萬份之記錄。
2008年11月18日，巫妖王之怒在韓國、台灣、香港、澳門販售。
2010年8月31日，中国大陆地区《魔兽世界：巫妖王之怒》上线。

## 剧情
隨著太陽之井獲得淨化，一股可疑的寧靜席捲整個世界。如同計畫好的一般，不死族的天譴軍團對艾澤拉斯的城鎮發動大規模的攻擊，並使戰火蔓延至東部王國。在需對抗全面武力的巨大壓力下，大酋長索爾任命霸主卡爾洛斯·地獄吼率領遠征軍征討北裂境。同時，失蹤的人類國王瓦里安‧烏瑞恩終於重返暴風城重掌大權。他任命伯瓦爾‧弗塔根率領同等精鋭的聯盟部隊，前往剷除巫妖王以及任何膽敢阻擋他們前進的部落勢力。

### 奥杜尔的秘密（Secrets of Ulduar）（3.1版补丁）
前征北裂境的部落和聯盟軍隊取得數次勝利，但是這些成功在探險家布萊恩‧銅鬚所發現的古老泰坦城市奧杜亞面前顯得黯然失色。這座神秘堡壘長期以來便作為囚禁古神尤格薩倫的監獄；尤格薩倫這個高深莫測的邪惡生物，威脅著整個北裂境。在布萊恩的幫助下，一群聯盟和部落的勇士潛入奧杜亞迎戰尤格薩倫，它對入侵者製造各種神秘幻象，像是名為巨龍之魂的千年神器、暴風城萊恩國王的暗殺事件及巫妖王的未來命運。

### 北伐的召唤（Call of the Crusade）（3.2版补丁）
為了一舉擊敗巫妖王，由白銀之手和銀色黎明的神聖戰士們所組成的銀白十字軍在冰冠城塞附近搭建基地。他們收集資源，並挑選能夠為部隊先鋒效力的勇士。大領主提里奧‧弗丁舉辦銀白聯賽來考驗部落和聯盟中具備潛力的勇士，但天譴軍團的密探隨即破壞這場活動。接著巨大的地穴領主阿努巴拉克現身，企圖阻止提里奧集結精銳部隊，更讓不死軍團的攻勢達到高潮。

### 巫妖王的陨落（Fall of the Lich King）（3.3版补丁）
隨著時間接近與巫妖王的最終決戰，人類女法師珍娜‧普勞德摩爾和女妖之王希瓦娜斯‧風行者前往北裂境的寒冷中心。他們各自擁有不同的目的：珍娜希望得知她曾經的朋友和愛人，阿薩斯‧米奈希爾是否還活著；而希瓦娜斯渴望對她的舊敵進行復仇。在這兩名英雄的幫助下，艾澤拉斯的勇士們暴風般擁入冰冠城塞並且消滅了巫妖王的爪牙。他們所需抗衡的是巫妖王及曾用來屠殺過數以千計生靈的阿薩斯之劍，霜之哀傷。最終，阿薩斯被消滅了，而擊敗他的英雄們也得知了不死天譴軍團存在的殘酷真相。

## 北裂境
北裂境是在艾澤拉斯北方的月牙形大陸，面積約莫東部王國的一半，但長寬與外域接近。雖然北裂境以冰雪聞名，但只有部分地方是冰凍的。北裂境包含8個區域，建議前往最低等級為68級，但玩家可以在任何等級前往北裂境。
玩家可以由船舶（聯盟）或飛船（部落）抵達大陸邊緣的凜風峽灣或北風凍原；凜風峽灣為居住於俄特加德要塞稱為維酷人的[人形生物]之故鄉，俄特加德要塞也是此資料片的首個地城。龍骨荒野與灰白之丘分別座落於大陸中南部與東南部；其中龍骨荒野為巨龍葛拉克朗長眠之處，也是龍眠神殿的所在地。冬握湖是魔獸世界首個完全玩家對玩家（PvP）的地區，也適用於玩家對環境（PvE）的伺服器。 
被遺忘者女王，希尔瓦娜斯·風行者，也帶著新瘟疫來到北裂境，並希望能有效對付巫妖王的爪牙。為了能打擊壯大的藍龍與巫妖王勢力，達拉然法師與他們的城市都來到了北裂境。達拉然作為在北裂境的中立聖域城市，如同撒塔斯城之於外域。達拉然漂浮於水晶之歌森林之高空中，但除了以飛行座騎進入外也可以從地面進入（藉由魔法傳送門）。
根據暴雪遊戲設計師，阿薩斯·米奈希爾成為的巫妖王（原融合耐奥祖的靈魂）為本資料片的主角，在這次的改版（3.3 王者的殞落）當中，玩家將於冰冠城塞中挑戰他。

## 團隊與副本
此資料片的新副本與燃燒的遠征類似，“英雄模式”也被引入。如上個資料片，所有5人副本都有英雄模式供玩家挑戰，要進入英雄模式只要等級到達80級即可，不再需要鑰匙。而所有團隊皆有10人與25人模式。另外在Patch 3.2的十字軍試煉上線後，開始供玩家自行選擇進行普通或“英雄”模式，英雄模式進入條件為團隊隊長全破普通模式；此外，英雄模式與普通模式的團隊紀錄是分開的，也就是說；您可以在一個團隊冷卻時間打四次相同內容，不同模式的十字軍試煉，分別為10人、10人（英雄）、25人，25人（英雄）。但是在Patch 3.3的冰冠城塞上線後，英雄模式與普通模式則開始共用團隊紀錄，在一個團隊冷卻時間內可以進行10人以及25人，但是英雄模式與普通模式只能擇一進行。
在巫妖王之怒釋出時，共新增了3個團隊與12個副本。所有5人副本之戰鬥時間被設計得更短，一般為1小時，甚至可以在半小時完成。

## PvP
遠祖灘頭是攻城戰風格的新15對15人戰場，單場最長為20分鐘，座落在龍骨荒野南方。玩家可以使用攻城機具來攻擊城牆，若沒有搭上的也可以獨自使用爆鹽炸藥攻擊，是否在時間內攻擊到所有城牆將決定勝負。征服之島是本資料片第二座戰場，為40對40人模式，位於寒冰皇冠北方海上，聯盟與部落必須搶奪重要據點、並攻下對方要塞以得到勝利。
這版資料片也引入了兩座競技場：位於奧格瑪的勇武之環、達拉然競技場。這些競技場有更多危險機關，諸如支柱、瀑布等等。
PvP在此資料片被強化了，並新增了在北裂境中央的PvP區域（PvE伺服器也適用），名為冬握湖。非戰鬥時，前往冬握湖並沒有任何限制，但若要兌換物品，如岩石守卫者的碎片，就得要在玩家自己陣營控制冬拥堡壘期間才得以兌換。玩家有三個階級，一開始只能駕駛投石車，隨著殺人數量增加而可駕駛石毀車甚至是攻城坦克。當聯盟或部落其中一方奪取了冬拥堡壘，才有權進入副本亞夏梵穹殿。

## 死亡騎士
死亡騎士是魔獸世界首個英雄職業，玩家要有至少一個角色達到55級才能開通此職業。開通後，死亡騎士將從55級起始、接受亞榭洛：黯黑堡的任務、打擊血色領區的反制，並在最後擺脫巫妖王的控制。
死亡騎士是穿戴鎧甲的輸出、坦克複合職業（雖然無法使用盾牌），並使用新的攻擊循環。不同於其他職業的法力、怒氣、能量，死亡騎士使用六個符文，三種形態各兩個符文，並會在十秒後重置。死亡騎士也可以如怒氣般的方式使用符文力量。
死亡騎士的聲音比一般玩家深沉，並帶有回音。

## 角色
在這資料片，玩家的等級上限從70級提升到80級，也再增加了10點天賦點數，從70級升級到80級的速度與上版資料片從60級升級到70級大同小異。玩家只要到達40級以後就得以以1000金的代價學到雙天賦，可擁有兩套天賦，除了進入戰鬥狀態外均可隨意轉換。
現在起，玩家可以到理髮店改變自己的髮色（牛頭人為毛色）與髮型，野性（貓、熊）德魯伊的外觀也會依照夜精靈髮色或牛頭人毛色而有所不同。然而，玩家不能夠改變自己的體態。
玩家到了77級即可在達拉然學到寒冷飛行以讓飛行座騎（或德魯伊的飛行形態）得以飛翔於北裂境。寵物、座騎不再佔用包包空間，可以“學習”的方式放置到角色頁面的分頁內。新增的裝備管理員可讓玩家得以一鍵切換到設定好的一套裝備，並可設成熱鍵。
巫妖王之怒也引入了帳號綁定物品與家傳物品制度。前者可讓使用者將物品寄往自己帳號內另外的角色，但不能給予他人；後者為達拉然販售可供所有等級使用的物品，包含裝備與附魔等等，也為帳號綁定。

## 陣營與組織
在巫妖王之怒，有許多陣營聲望與組織被引入，並加入了“擁護”制度。穿著該陣營的战袍進入80級或英雄模式的5人副本，戰鬥中就能大幅增加該陣營的聲望。

### 戰爭
藍龍領導者瑪里苟斯欲恢復艾澤拉斯魔法秩序的行為招致毀滅性災難的危機，為求達到目的甚至開始軍事化行動，使得龍眠協調者與祈倫托兩陣營聯合對抗藍龍軍團。

### 部落遠征軍
此為在北裂境部落的聯合聲望，由戰歌進攻部隊帶頭對抗巫妖王；被遺忘者成立的復仇之手欲以新瘟疫對巫妖王重重打擊；坦卡族則是牛頭人在北裂境的近親。大法師埃薩·奪日者帶領的奪日者陣營是部落在達拉然的勢力。

### 聯盟先鋒
在暴風城遭到天譴軍攻擊後，聯盟成立的軍隊並欲擊倒巫妖王。此陣營主力為驍勇遠征軍，也包含了四處旅行的探險者協會、約格·風暴之心領導的霜誕矮人。白銀誓盟為憎恨血精靈的高等精靈組成，由凡蕾莎·風行者領導，為聯盟在北裂境的重要核心，也是聯盟在達拉然的勢力。

### 中立陣營
銀白十字軍由白銀之手騎士團與銀色黎明聯合而成，為在寒冰皇冠對抗天譴軍的前線。黯刃騎士團相對銀白十字軍，是由擺脫巫妖王控制的死亡騎士所組成；在3.3.3冰冠城塞版本中，這兩個陣營聯合為灰燼裁決軍。其它中立陣營還有卡魯耶克、霍迪爾之子等等。

## 其它特色

### 銘文學
銘文師可以製造卷軸、皮紙、雕紋，與其它用具。卷軸與一般怪物掉落的卷軸用法大同小異；皮紙可當附魔用品，對裝備或武器附魔，也可以被放到拍賣場上。雕紋有兩種，主要與次要。主要雕紋可用來強化戰鬥能力，例如可增加傷害。次要雕紋為修飾效果，如減少上增益時的法力消耗或加強特定情況的跑步速度。

### 成就系統
巫妖王之怒新增了一套不僅針對本資料片，更是增加全遊戲樂趣的成就系統。成就系統範圍無所不包，舉凡PvE、PvP、專業、世界事件，甚至是如座騎、寵物等，都有成就，有些成就甚至會提供獎品或頭銜。玩家可以藉此得到樂趣，也可藉由成就系統感到自豪，並增加更多遊戲目標。

### 繪圖改進
一些加強魔獸世界繪圖引擎已加入到巫妖王之怒，增加了適合冰上的陰影、新火焰效果、更寫實的陰影效果，並改善了角色細節。

## 評比
巫妖王之怒得到的評比是非常正面的，在Metacritic達到91。

## 來源
1. ↑   (PDF). Vivendi. 2008-05-14. （原始内容 (PDF)存档于2008-08-13）.
2. ↑  . Blizzard Entertainment. 2008-11-15  [2008-11-15]. （原始内容存档于2008-12-03）.
3. ↑  Rausch, Allen. . GameSpy. 2007-08-03  [2007-08-03]. （原始内容存档于2012-02-27）.
4. ↑  . IGN. 2007-08-03  [2007-08-04]. （原始内容存档于2012-02-27）.
5. ↑  . Blizzard Entertainment. 2008-11-20  [2019-01-24]. （原始内容存档于2008-12-01）.
6. ↑  Torres, Robin. . WOW Insider. 2007-08-03  [2007-08-03]. （原始内容存档于2007-08-10）.
7. ↑  . 1up.com. 2007-08-03  [2007-08-04]. （原始内容存档于2007-09-27）.
8. ↑  . Blizzard Entertainment. 2007-08-03  [2007-08-04]. （原始内容存档于2007-08-12）.
9. 1 2  Schramm, Mike. . WOW Insider. 2007-08-03  [2007-08-03]. （原始内容存档于2007-08-10）.
10. ↑  Shoemaker, Brad. . GameSpot. 2007-08-03  [2007-08-04]. （原始内容存档于2007-09-29）.
11. ↑  . 暴雪娛樂.   [2009-06-28]. （原始内容存档于2009-11-30）.
12. ↑  .   [2009-06-27]. （原始内容存档于2011-09-11）.
13. ↑  .   [2009-06-27]. （原始内容存档于2011-09-09）.
14. ↑  .   [2009-06-27]. （原始内容存档于2010-04-15）.
15. ↑  .   [2009-06-27]. （原始内容存档于2012-01-09）.
16. ↑  .   [2009-06-27]. （原始内容存档于2011-09-11）.
17. ↑  .   [2009-06-27]. （原始内容存档于2011-09-13）.
18. ↑  http://www.worldofwarcraft.com.tw/wrath/features/dungeons/nexus.xml%5B%5D
19. ↑  .   [2009-06-27]. （原始内容存档于2011-09-10）.
20. ↑  .   [2009-06-27]. （原始内容存档于2012-01-24）.
21. ↑  Brad Shoemaker. . GameSpot. 2007-08-03  [2008-04-05]. （原始内容存档于2007-10-11）.
22. ↑  .   [2009-06-27]. （原始内容存档于2012-02-27）.
23. ↑  . Metacritic.   [2009-04-21]. （原始内容存档于2012-02-27）.
24. ↑  .   [2009-09-10]. （原始内容存档于2012-02-27）.
25. ↑  .   [2009-09-10]. （原始内容存档于2012-02-27）.
26. ↑  .   [2009-06-27]. （原始内容存档于2012-02-27）.
27. ↑  http://g4tv.com/xplay/reviews/1894/World_of_Warcraft_Wrath_of_the_Lich_King_Review.html%5B%5D
28. ↑  .   [2009-06-27]. （原始内容存档于2009-12-19）.
29. ↑  .   [2009-06-27]. （原始内容存档于2012-02-27）.
30. ↑  .   [2009-06-27]. （原始内容存档于2008-12-16）.
31. ↑  .   [2009-05-02]. （原始内容存档于2009-04-13）.
32. ↑  .   [2009-06-27]. （原始内容存档于2012-06-05）.
33. ↑  .   [2009-06-27]. （原始内容存档于2010-02-02）.
34. ↑  .   [2009年9月10日]. （原始内容存档于2012年6月5日）.
35. ↑  . Metacritic.   [2008-12-12]. （原始内容存档于2012-02-27）.

## 外部連結
- （英文）北美官方“巫妖王之怒”網站 （页面存档备份，存于）
- （英文）歐洲官方“巫妖王之怒”網站 （页面存档备份，存于）
- 韓國官方“巫妖王之怒”網站
- （繁體中文）台灣官方“巫妖王之怒”網站 （页面存档备份，存于）
- （英文）World of Warcraft: Wrath of the Lich King——WoWWiki（一个关于魔兽的Wiki）